# هاري لويس (لاعب كرة قدم)
هاري لويس (بالإنجليزية: Harry Lewis)‏ (20 ديسمبر 1997 في المملكة المتحدة - ) هو لاعب كرة قدم بريطاني في مركز حراسة المرمى.

## وصلات خارجية
- هاري لويس على موقع الاتحاد الأوربي (الإنجليزية)
- هاري لويس على موقع قاعدة بيانات كرة القدم.إي يو (الإنجليزية)
- هاري لويس على موقع Soccerbase.com (لاعب) (الإنجليزية)
- هاري لويس على موقع Soccerway.com (الإنجليزية)
- هاري لويس على موقع AS.com (الإسبانية)